# Jussy-le-Chaudrier
Jussy-le-Chaudrier est une commune française située dans le département du Cher en région Centre-Val de Loire.

## Géographie
Jussy-le-Chaudrier est situé à environ 24 km de Nevers, au sud de Sancerre à environ 27 km.
La commune fait partie du canton d'Avord,.

### Climat
Pour des articles plus généraux, voir Climat du Centre-Val de Loire et Climat du Cher.
En 2010, le climat de la commune est de type climat océanique dégradé des plaines du Centre et du Nord, selon une étude du CNRS s'appuyant sur une série de données couvrant la période 1971-2000. En 2020, Météo-France publie une typologie des climats de la France métropolitaine dans laquelle la commune est exposée à un climat océanique altéré et est dans la région climatique  Centre et contreforts nord du Massif Central, caractérisée par un air sec en été et un bon ensoleillement. 
Pour la période 1971-2000, la température annuelle moyenne est de 11,1 °C, avec une amplitude thermique annuelle de 15,8 °C. Le cumul annuel moyen de précipitations est de 766 mm, avec 11,2 jours de précipitations en janvier et 7,5 jours en juillet. Pour la période 1991-2020, la température moyenne annuelle observée sur la station météorologique la plus proche, située sur la commune d'Étréchy à 16 km à vol d'oiseau, est de 11,5 °C et le cumul annuel moyen de précipitations est de 794,9 mm,. Pour l'avenir, les paramètres climatiques de la commune estimés pour 2050 selon différents scénarios d'émission de gaz à effet de serre sont consultables sur un site dédié publié par Météo-France en novembre 2022.

## Urbanisme

### Typologie
Au 1er janvier 2024, Jussy-le-Chaudrier est catégorisée commune rurale à habitat dispersé, selon la nouvelle grille communale de densité à 7 niveaux définie par l'Insee en 2022.
Elle est située hors unité urbaine et hors attraction des villes,.

### Occupation des sols
L'occupation des sols de la commune, telle qu'elle ressort de la base de données européenne d’occupation biophysique des sols Corine Land Cover (CLC), est marquée par l'importance des territoires agricoles (64,9 % en 2018), en diminution par rapport à 1990 (66,6 %). La répartition détaillée en 2018 est la suivante : 
terres arables (55,4 %), forêts (32 %), prairies (8,9 %), zones urbanisées (3,1 %), zones agricoles hétérogènes (0,6 %).
L'évolution de l’occupation des sols de la commune et de ses infrastructures peut être observée sur les différentes représentations cartographiques du territoire : la carte de Cassini (XVIIIe siècle), la carte d'état-major (1820-1866) et les cartes ou photos aériennes de l'IGN pour la période actuelle (1950 à aujourd'hui).

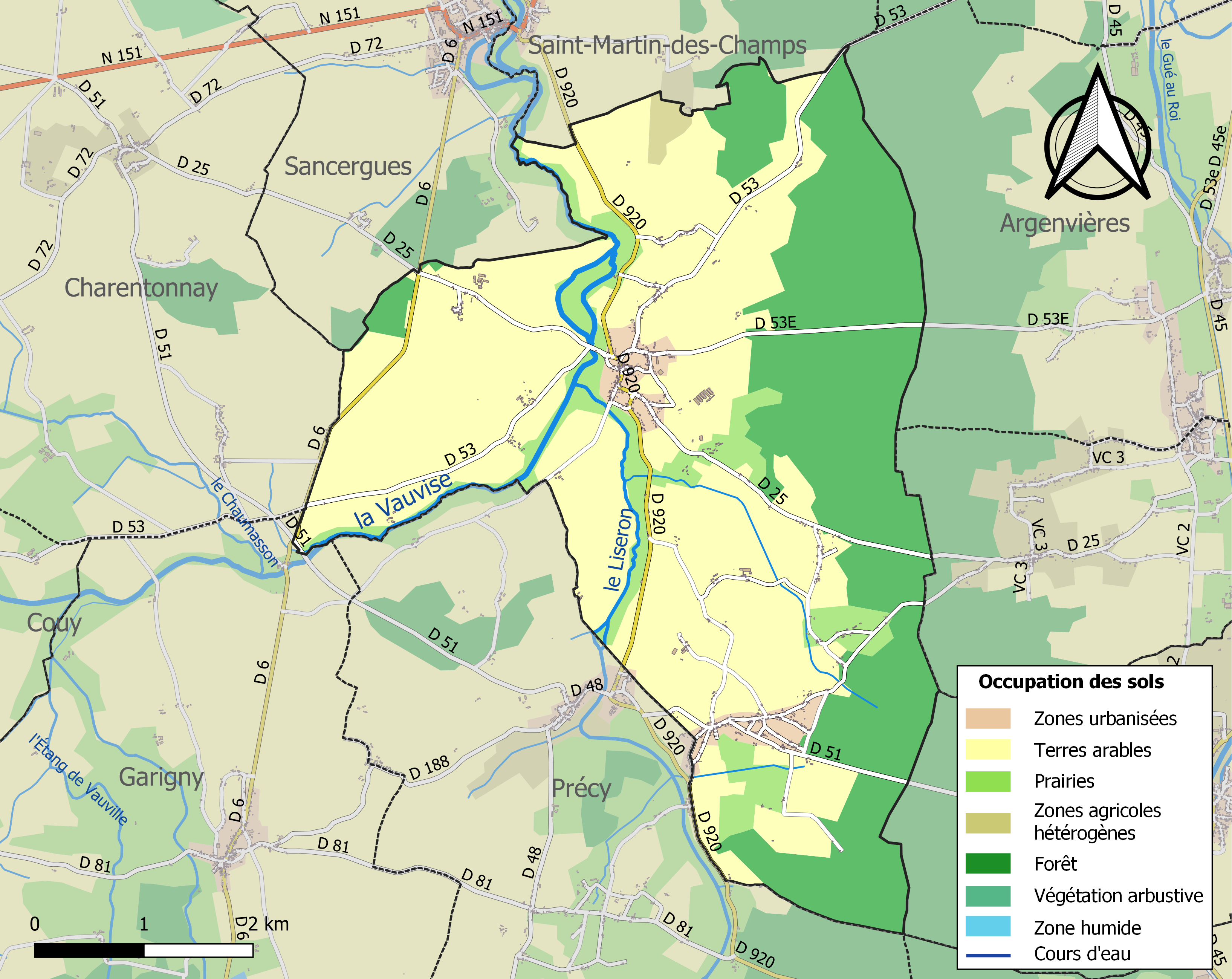
Carte des infrastructures et de l'occupation des sols de la commune en 2018 (CLC).

### Risques majeurs
Le territoire de la commune de Jussy-le-Chaudrier est vulnérable à différents aléas naturels : météorologiques (tempête, orage, neige, grand froid, canicule ou sécheresse) et séisme (sismicité très faible). Un site publié par le BRGM permet d'évaluer simplement et rapidement les risques d'un bien localisé soit par son adresse soit par le numéro de sa parcelle.

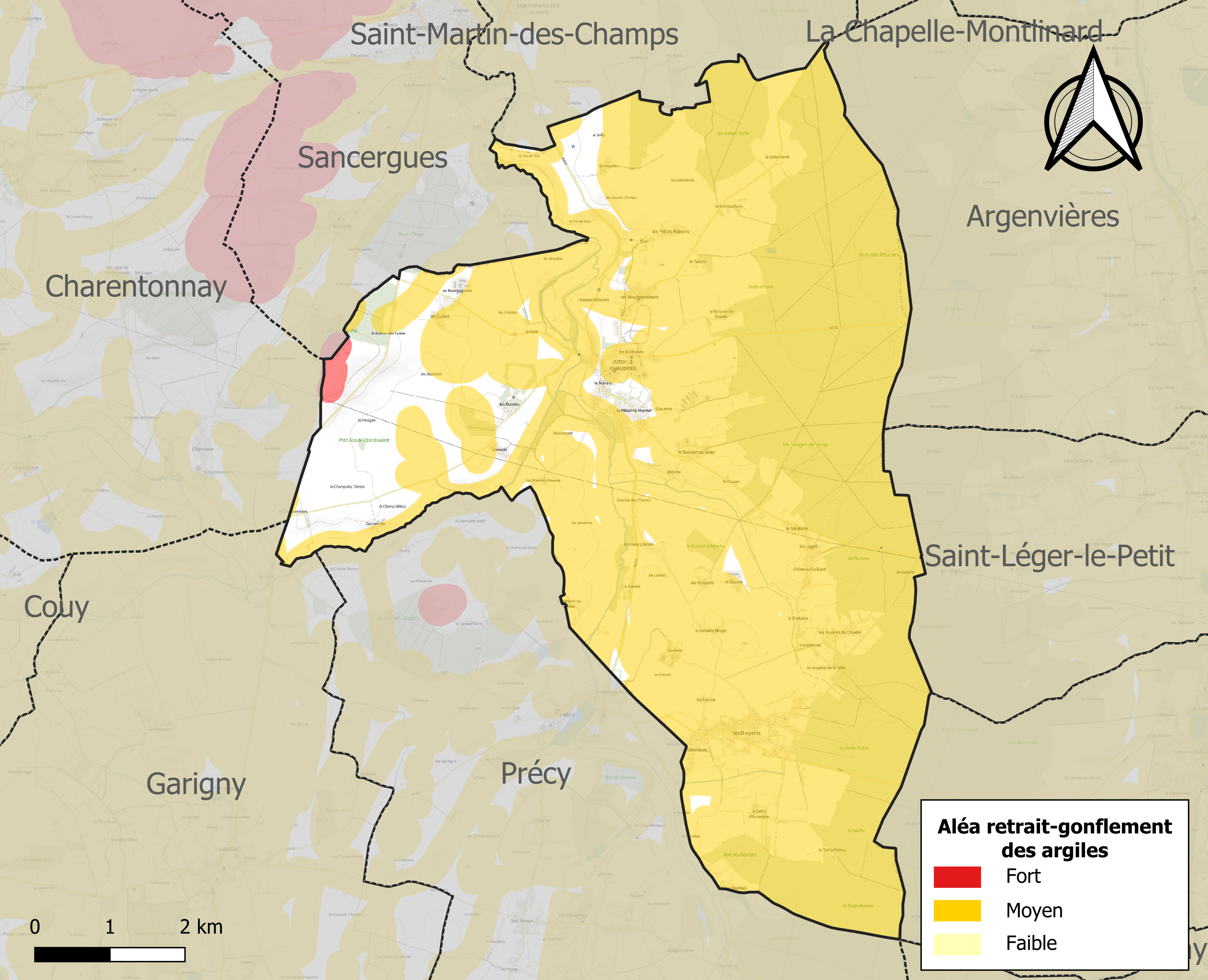
Carte des zones d'aléa retrait-gonflement des sols argileux de Jussy-le-Chaudrier.

Le retrait-gonflement des sols argileux est susceptible d'engendrer des dommages importants aux bâtiments en cas d’alternance de périodes de sécheresse et de pluie. 88,7 % de la superficie communale est en aléa moyen ou fort (90 % au niveau départemental et 48,5 % au niveau national). Sur les 407 bâtiments dénombrés sur la commune en 2019, 351 sont en aléa moyen ou fort, soit 86 %, à comparer aux 83 % au niveau départemental et 54 % au niveau national. Une cartographie de l'exposition du territoire national au retrait gonflement des sols argileux est disponible sur le site du BRGM,.
Concernant les mouvements de terrains, la commune a été reconnue en état de catastrophe naturelle au titre des dommages causés par la sécheresse en 2011, 2019 et 2020 et par des mouvements de terrain en 1999.

## Histoire
Son ancien nom est Jussiacum in Calderiis. On y suivait la coutume de Lorry.
En 1791, Louis Gerberon, curé de Jussy, refusa de prêter serment à la Constitution civile du clergé. Resté proche de ses paroissiens, il fut alors emprisonné en 1793, puis déporté sur les Pontons de Rochefort où il mourut en 1794.

## Politique et administration
| Période                                  | Période                         | Identité              | Étiquette | Qualité                           |
| ---------------------------------------- | ------------------------------- | --------------------- | --------- | --------------------------------- |
| Les données manquantes sont à compléter. |                                 |                       |           |                                   |
| mars 2001                                | mars 2008                       | Christian Duterde     |           |                                   |
| mars 2008                                | En cours (au 27 septembre 2014) | Jean-François Pasqué  | SANS      | Retraité                          |
| mars 2014                                | mai 2020                        | Jean-François Pasque  |           | Retraité salarié du secteur privé |
| mai 2020                                 | En cours                        | Jean-François Pasqué, |           | Ancien employé                    |

## Démographie
L'évolution du nombre d'habitants est connue à travers les recensements de la population effectués dans la commune depuis 1793. Pour les communes de moins de 10 000 habitants, une enquête de recensement portant sur toute la population est réalisée tous les cinq ans, les populations de référence des années intermédiaires étant quant à elles estimées par interpolation ou extrapolation. Pour la commune, le premier recensement exhaustif entrant dans le cadre du nouveau dispositif a été réalisé en 2004.

En 2022, la commune comptait 578 habitants, en évolution de −6,32 % par rapport à 2016 (Cher : −2,48 %, France hors Mayotte : +2,11 %).
| 1793 | 1800 | 1806 | 1821 | 1831 | 1836 | 1841 | 1846  | 1851  |
| ---- | ---- | ---- | ---- | ---- | ---- | ---- | ----- | ----- |
| 667  | 594  | 493  | 811  | 929  | 862  | 902  | 1 032 | 1 082 |

| 1856  | 1861  | 1866  | 1872  | 1876  | 1881  | 1886  | 1891  | 1896  |
| ----- | ----- | ----- | ----- | ----- | ----- | ----- | ----- | ----- |
| 1 067 | 1 111 | 1 174 | 1 175 | 1 184 | 1 234 | 1 250 | 1 228 | 1 222 |

| 1901  | 1906  | 1911  | 1921 | 1926 | 1931 | 1936 | 1946 | 1954 |
| ----- | ----- | ----- | ---- | ---- | ---- | ---- | ---- | ---- |
| 1 191 | 1 157 | 1 139 | 984  | 934  | 912  | 815  | 787  | 757  |

| 1962 | 1968 | 1975 | 1982 | 1990 | 1999 | 2004 | 2006 | 2009 |
| ---- | ---- | ---- | ---- | ---- | ---- | ---- | ---- | ---- |
| 697  | 645  | 565  | 545  | 515  | 526  | 580  | 602  | 624  |

| 2014 | 2019 | 2022 | - | - | - | - | - | - |
| ---- | ---- | ---- | - | - | - | - | - | - |
| 629  | 593  | 578  | - | - | - | - | - | - |

## Culture locale et patrimoine

### Lieux et monuments
- Commanderie de Jussy-le-Chaudrier de l'Ordre du Temple, dénommée ensuite commanderie des Bordes sous les hospitaliers[26] ; Monuments : une chapelle datant de la fin du XIIIe siècle début XIVe siècle et une tour, date de la fin du XVe siècle début XVIe siècle. Aujourd'hui il ne reste que la chapelle et une partie de la tour qui abritait le logement du commandeur. L'édifice privé est inscrit au titre des monuments historiques en 1995[27].
- L’église Saint-Julien[28] est le résultat de plusieurs phases de construction : le chœur date du XIIIe siècle ; la nef a été reconstruite au XVIIIe siècle ; et le clocher-porche date du XIXe siècle. Après avoir échappé à la destruction en 2017, la commune a fait marche arrière et a décidé d'entreprendre des travaux de restauration.
- L'ancien moulin de Bion[Note 2] qui appartenait comme celui de Jussy-le-Chaudrier à la commanderie des Bordes[29].